# Holly Hobbie (televíziós sorozat)
A Holly Hobbie 2018-tól vetített kanadai filmsorozat, amely a Holly Hobbie és barátai című 2D-s számítógépes animációs sorozat alapján valós térben készült élőszereplős sorozat. A zenéjét Aimee Bessada szerezte. Az sorozat producerei Anthony Leó és Andrew Rosen. A tévéfilmsorozat az Aircraft Pictures, a Cloudco Entertainment és a Hulu gyártásában készült, a The Family Channel forgalmazásában jelent meg. Műfaja zenés filmdráma-sorozat. A sorozat Amerikában 2018. november 16-án debütált a Hulu streaming szolgáltató oldalán. Kanadában 2018-ban kezdte el vetíteni a Family Channel. Magyarországon a Minimax tűzte műsorra 2019. november 16-án.

## Ismertető
Az énekes-zeneszerző Holly egy kis városban él születése óta családjával. A 13 éves lány arról álmodik, hogy egy nap megmenti a világot. Nagyratörő terveit szülővárosában kezdi megvalósítani, ahol folyton mások segítségére siet. Csatlakozz hozzá, mert együtt igazán nagyszerű dolgokat vihettek végbe!

## Szereplők
| Szereplő         | Eredeti hang        | Magyar hang                                    |
| ---------------- | ------------------- | ---------------------------------------------- |
| Holly Hobbie     | Ruby Jay            | Magyar Viktória                                |
| Amy Abbasi       | Saara Chaudry       | Laudon Andrea                                  |
| Piper Parish     | Kamaia Fairburn     | Berkes Boglárka                                |
| Tyler Flaherty   | Hunter Dillon       | Bogdán Gergő                                   |
| Robbie Hobbie    | Charles Vandervaart | Baráth István                                  |
| Heather Hobbie   | Kate Moyer          | Pekár Adrienn                                  |
| Katherine Hobbie | Erin Karpluk        | Solecki Janka                                  |
| Robert Hobbie    | Evan Buliung        | Seder Gábor                                    |
| Helen Hobbie     | Sara Botsford       | Andresz Kati (1. évad) Halász Aranka (2. évad) |

## Magyar változat
A szinkront a Minimax megbízásából a Subway Studio (1. évad) és a Direct Dub Studios (2. évad) készítette.
- Magyar szöveg: Balázs Tünde
- Hangmérnök és vágó: Galányi Béla (1. évad), Takács György (2. évad)
- Gyártásvezető: Terbócs Nóra (1. évad), Farkas Márta (2. évad)
- Szinkronrendező: Gajda Mátyás (1. évad), Kertész Andrea (2. évad)
- Produkciós vezető: Kicska László (1. évad), Bor Gyöngyi (2. évad)
- Felolvasó: Korbuly Péter

További magyar hangok: Berkes Bence, Borbély Sándor, Gulás Fanni, Grúber Zita, Haagen Imre, Harcsik Róbert, Hermann Lilla, Holl Nándor, Kajtár Róbert, Kelemen Kata, Kiss Erika, Lázár Erika, Markovics Tamás, Mohácsi Nóra, Moser Károly, Nádasi Veronika, Pál Dániel Máté, Szabó Zselyke, Szórádi Erika, Szűcs Anna Viola, Varga Rókus, Zsigmond Tamara

## Évados áttekintés
| Évad | Évad | Epizódok | Eredeti sugárzás   | Eredeti sugárzás   | Magyar sugárzás    | Magyar sugárzás    |
| Évad | Évad | Epizódok | Évadpremier        | Évadfinálé         | Évadpremier        | Évadfinálé         |
| ---- | ---- | -------- | ------------------ | ------------------ | ------------------ | ------------------ |
|      | 1    | 10       | 2018. november 16. | 2018. november 16. | 2019. november 16. | 2019. december 15. |
|      | 2    | 10       | 2019. november 22. | 2019. november 22. | 2020. június 20.   | 2020. július 19.   |
|      | 3    | 10       | 2021. november 23. | 2021. november 23. | TBA                | TBA                |
|      | 4    | 10       | 2022. május 1.     | 2022. május 1.     | TBA                | TBA                |
|      | 5    | 10       | 2022. augusztus 1. | 2022. augusztus 1. | TBA                | TBA                |

## Epizódok

### 1. évad (2018)
| #   | #   | Eredeti cím              | Magyar cím         | Rendezte       | Írta                    | Eredeti premier    | Magyar premier     |
| --- | --- | ------------------------ | ------------------ | -------------- | ----------------------- | ------------------ | ------------------ |
| 1.  | 1.  | The Show Starter         | Kezdődjön a show!  | Stefan Brogren | Sarah Glinski           | 2018. november 16. | 2019. november 16. |
| 2.  | 2.  | The Churlish Cheerleader | Pimasz pomponlány  | Stefan Brogren | Courtney Jane Walker    | 2018. november 16. | 2019. november 17. |
| 3.  | 3.  | The Savvy Sleuth         | Elmés detektív     | Stefan Brogren | Cole Bastedo            | 2018. november 16. | 2019. november 23. |
| 4.  | 4.  | The Pickle Princess      | Uborkirálynő       | Mars Horodyski | Matt Huether            | 2018. november 16. | 2019. november 24. |
| 5.  | 5.  | The Chicken Cooper       | Csirkeól           | Mars Horodyski | Sarah Glinski           | 2018. november 16. | 2019. november 30. |
| 6.  | 6.  | The Rabble Rouser        | Lázadó lázító      | Megan Follows  | Cole Bastedo            | 2018. november 16. | 2019. december 1.  |
| 7.  | 7.  | The Birthday Basher      | Szülinapi baki     | Stefan Brogren | Sara Peters, Amanda Joy | 2018. november 16. | 2019. december 7.  |
| 8.  | 8.  | The Freckled Fugitive    | Számkivetett       | Megan Follows  | Courtney Jane Walker    | 2018. november 16. | 2019. december 8.  |
| 9.  | 9.  | The Mad Muralist         | Freskó festő       | Megan Follows  | Sarah Glinski           | 2018. november 16. | 2019. december 14. |
| 10. | 10. | The Crushing Criminal    | Adakozó csirkefogó | Stefan Brogren | Sarah Glinski           | 2018. november 16. | 2019. december 15. |

### 2. évad (2019)
| #   | #   | Eredeti cím               | Rendezte         | Írta                               | Eredeti premier    | Magyar premier   |
| --- | --- | ------------------------- | ---------------- | ---------------------------------- | ------------------ | ---------------- |
| 11. | 1.  | A Whole New Holly         | Stefan Brogren   | Courtney Jane Walker               | 2019. november 22. | 2020. június 20. |
| 12. | 2.  | The Thwarted Thespian     | Stefan Brogren   | Courtney Jane Walker               | 2019. november 22. | 2020. június 21. |
| 13. | 3.  | The Salty Songstress      | Stefan Brogren   | Sarah Glinski                      | 2019. november 22. | 2020. június 27. |
| 14. | 4.  | The Cranky Camper         | Mitchell T. Ness | Sarah Glinski                      | 2019. november 22. | 2020. június 28. |
| 15. | 5.  | The Puzzled Peacemaker    | Jasmin Mosaffari | Alejandro Alcoba                   | 2019. november 22. | 2020. július 4.  |
| 16. | 6.  | The Night-Crawling Newbie | Mitchell T. Ness | Alejandro Alcoba                   | 2019. november 22. | 2020. július 5.  |
| 17. | 7.  | The Perplexed Pioneer     | Stefan Brogren   | Cole Bastedo                       | 2019. november 22. | 2020. július 11. |
| 18. | 8.  | The Dauntless Daughter    | Sarah Glinski    | Cole Bastedo                       | 2019. november 22. | 2020. július 12. |
| 19. | 9.  | The Hesitant Heroine      | Stefan Brogren   | Courtney Jane Walker, Jessica Meya | 2019. november 22. | 2020. július 18. |
| 20. | 10. | The Selfless Starlet      | Stefan Brogren   | Sarah Glinski                      | 2019. november 22. | 2020. július 19. |

### 3. évad (2021)
| #   | #   | Eredeti cím              | Rendezte       | Írta             | Eredeti premier    |
| --- | --- | ------------------------ | -------------- | ---------------- | ------------------ |
| 21. | 1.  | The Jam Jam              | Stefan Brogren | Sarah Glinski    | 2021. november 23. |
| 22. | 2.  | The Shortsighted Scholar | Stefan Brogren | Vivian Lin       | 2021. november 23. |
| 23. | 3.  | The Posing Performer     | Alison Reid    | Alejandro Alcoba | 2021. november 23. |
| 24. | 4.  | The Grandpa Grenade      | Alison Reid    | Matt Huether     | 2021. november 23. |
| 25. | 5.  | The Bumbling Bossgirl    | Alison Reid    | Alejandro Alcoba | 2021. november 23. |
| 26. | 6.  | The Slimy Sensation      | Faran Moradi   | Vivian Lin       | 2021. november 23. |
| 27. | 7.  | The Horrible Hero        | Faran Moradi   | Alejandro Alcoba | 2021. november 23. |
| 28. | 8.  | The Fairweather Friend   | Stefan Brogren | Sarah Glinski    | 2021. november 23. |
| 29. | 9.  | The Careening Counselor  | Sarah Glinski  | Matt Huether     | 2021. november 23. |
| 30. | 10. | The Difficult Decision   | Stefan Brogren | Sarah Glinski    | 2021. november 23. |

### 4. évad (2022)
| #   | #   | Eredeti cím                   | Rendezte       | Írta                 | Eredeti premier |
| --- | --- | ----------------------------- | -------------- | -------------------- | --------------- |
| 31. | 1.  | The Struggling Songwriter     | Stefan Brogren | Courtney Jane Walker | 2022. május 1.  |
| 32. | 2.  | The Song Circle Surprise      | Stefan Brogren | Courtney Jane Walker | 2022. május 1.  |
| 33. | 3.  | The Bestie Bonfire            | Stefan Brogren | Matt Huether         | 2022. május 1.  |
| 34. | 4.  | The Aspiring Ally             | Karen Chapman  | Lakna Edilima        | 2022. május 1.  |
| 35. | 5.  | The Reticent Rulemaker        | Sarah Glinski  | Sarah Glinski        | 2022. május 1.  |
| 36. | 6.  | The Anxious Achiever          | Avi Federgreen | Alejandro Alcoba     | 2022. május 1.  |
| 37. | 7.  | The Collinsville Conspiracist | Karen Chapman  | Matt Huether         | 2022. május 1.  |
| 38. | 8.  | The Defiant Dancer            | Sarah Glinski  | Courtney Jane Walker | 2022. május 1.  |
| 39. | 9.  | The Cowering Confidant        | Stefan Brogren | Alejandro Alcoba     | 2022. május 1.  |
| 40. | 10. | The Friendship Fiasco         | Stefan Brogren | Sarah Glinski        | 2022. május 1.  |

### 5. évad (2022)
| #   | #   | Eredeti cím              | Rendezte       | Írta                 | Eredeti premier    |
| --- | --- | ------------------------ | -------------- | -------------------- | ------------------ |
| 41. | 1.  | The Accidental Activist  | Stefan Brogren | Courtney Jane Walker | 2022. augusztus 1. |
| 42. | 2.  | The Defensive Driver     | Sarah Glinski  | Sarah Glinski        | 2022. augusztus 1. |
| 43. | 3.  | The Engrossed Essayist   | Avi Federgreen | Lakna Edilima        | 2022. augusztus 1. |
| 44. | 4.  | The Vexed Volunteer      | Stefan Brogren | Matt Huether         | 2022. augusztus 1. |
| 45. | 5.  | The Big City Belter      | Faran Moradi   | Matt Huether         | 2022. augusztus 1. |
| 46. | 6.  | The Vegan Veteran        | Alison Reid    | Fatuma Adar          | 2022. augusztus 1. |
| 47. | 7.  | The Adamant Athlete      | Alison Reid    | Cole Bastedo         | 2022. augusztus 1. |
| 48. | 8.  | The Disappointed Dreamer | Faran Moradi   | Courtney Jane Walker | 2022. augusztus 1. |
| 49. | 9.  | The Panicky Promgoer     | Sarah Glinski  | Matt Huether         | 2022. augusztus 1. |
| 50. | 10. | A New Beginning          | Stefan Brogren | Sarah Glinski        | 2022. augusztus 1. |

## Albumok

### Music from Holly Hobbie (Songs from Season 1)[4]
| #   | Cím                                       | Előadó   | Hossz |
| --- | ----------------------------------------- | -------- | ----- |
| 1.  | Be the Change (Theme Song)                | Ruby Jay | 2:57  |
| 2.  | Two is Better Than One                    | Ruby Jay | 2:11  |
| 3.  | Your Own Drum                             | Ruby Jay | 3:37  |
| 4.  | The World We Want                         | Ruby Jay | 3:44  |
| 5.  | Stay True                                 | Ruby Jay | 3:59  |
| 6.  | Two is Better Than One (Studio Mix)       | Ruby Jay | 2:54  |
| 7.  | Your Own Drum (Studio Mix)                | Ruby Jay | 3:42  |
| 8.  | The World We Want (Studio Mix)            | Ruby Jay | 3:37  |
| 9.  | Stay True (Studio Mix)                    | Ruby Jay | 4:03  |
| 10. | Be the Change (Theme Song) (Acoustic Mix) | Ruby Jay | 2:48  |

### What Comes Next (Music from Season 2)[5]
| #   | Cím                            | Előadó   | Hossz |
| --- | ------------------------------ | -------- | ----- |
| 1.  | What Comes Next                | Ruby Jay | 3:10  |
| 2.  | Over It                        | Ruby Jay | 3:16  |
| 3.  | More to Life                   | Ruby Jay | 3:16  |
| 4.  | Anything with You              | Ruby Jay | 3:16  |
| 5.  | Strong                         | Ruby Jay | 3:17  |
| 6.  | Shine                          | Ruby Jay | 2:27  |
| 7.  | What Comes Next (Studio Mix)   | Ruby Jay | 3:13  |
| 8.  | Over It (Studio Mix)           | Ruby Jay | 3:20  |
| 9.  | More to Life (Studio Mix)      | Ruby Jay | 3:14  |
| 10. | Anything with You (Studio Mix) | Ruby Jay | 3:13  |
| 11. | Strong (Studio Mix)            | Ruby Jay | 3:17  |
| 12. | What Makes You Beautiful       | Ruby Jay | 4:09  |

### Music From Holly Hobbie (Songs From Season 3)[6]
| #  | Cím                                       | Előadó   | Hossz |
| -- | ----------------------------------------- | -------- | ----- |
| 1. | Wouldn't You Rather                       | Ruby Jay | 3:54  |
| 2. | Clean Up Good (From "Holly Hobbie")       | Ruby Jay | 3:10  |
| 3. | I Woke Up Like This (From "Holly Hobbie") | Ruby Jay | 3:37  |
| 4. | Natural Disaster (From "Holly Hobbie")    | Ruby Jay | 3:32  |
| 5. | Uncharted                                 | Ruby Jay | 3:48  |